# West-Afrikaanse kathaai
De west-Afrikaanse kathaai (Scyliorhinus cervigoni) is een vissensoort uit de familie van de kathaaien (Scyliorhinidae). De wetenschappelijke naam van de soort is voor het eerst geldig gepubliceerd in 1970 door Maurin & Bonnet.